# Möckmühl
Möckmühl [ⓘ] ist eine Stadt im Landkreis Heilbronn im fränkisch geprägten Nordosten von Baden-Württemberg. Sie gehört zur Region Heilbronn-Franken.

## Geographie

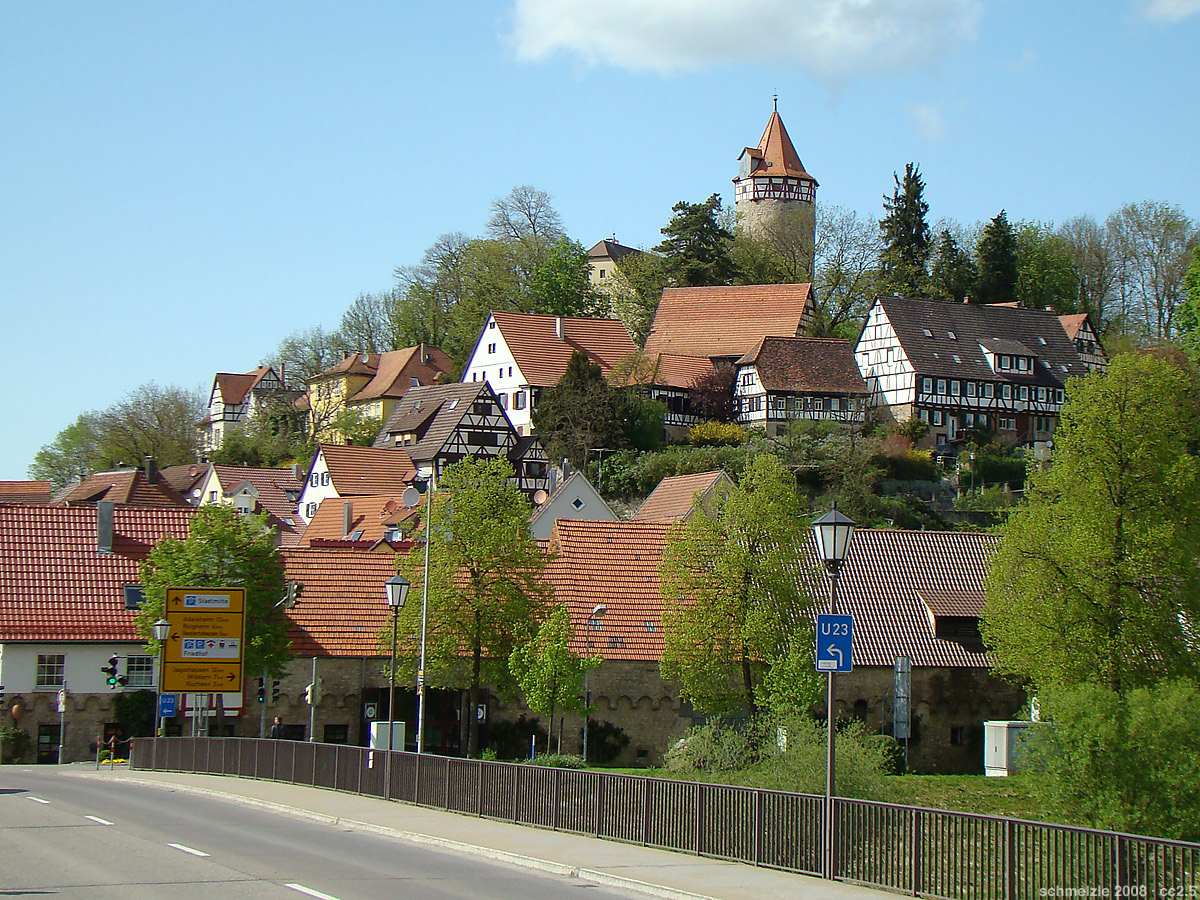
Möckmühl von Südosten mit Stadtmauer und Burg

Möckmühl liegt nördlich von Heilbronn am Zusammenfluss von Seckach und Jagst in 169 bis 350 Meter Höhe.

### Nachbargemeinden
Nachbarstädte und -gemeinden Möckmühls sind (im Uhrzeigersinn, beginnend im Nordwesten): Billigheim (Neckar-Odenwald-Kreis), Roigheim, Adelsheim (Neckar-Odenwald-Kreis), Widdern, Hardthausen am Kocher und Neudenau. Bis auf Billigheim und Adelsheim gehören alle zum Landkreis Heilbronn. Mit Jagsthausen, Roigheim und Widdern ist Möckmühl eine Vereinbarte Verwaltungsgemeinschaft eingegangen.

### Stadtgliederung
Die Stadt besteht aus der Kernstadt Möckmühl und den Stadtteilen Bittelbronn, Korb, Ruchsen und Züttlingen. Zu Möckmühl selbst gehören der Weiler Siegelbach, der Hof Brandhölzle und die Wohnplätze Schwärzerhof und Sülzhof, zu Korb die Weiler Dippach und Hagenbach, zu Züttlingen der Weiler Ernstein, die Höfe Habichtshöfe, Maisenhälden und Seehof sowie die Wohnplätze Assumstadt und Schloss Domeneck. Abgegangene, heute nicht mehr bestehende Orte sind auf Markung Möckmühl Alte Bürg, Guckemer Hof und Wargesau, auf Markung Züttlingen Ammerlanden, Gießübel, Habichtshof und Burg Erenstein.

### Flächenaufteilung
Nach Daten des Statistischen Landesamtes, Stand 2014.

## Geschichte

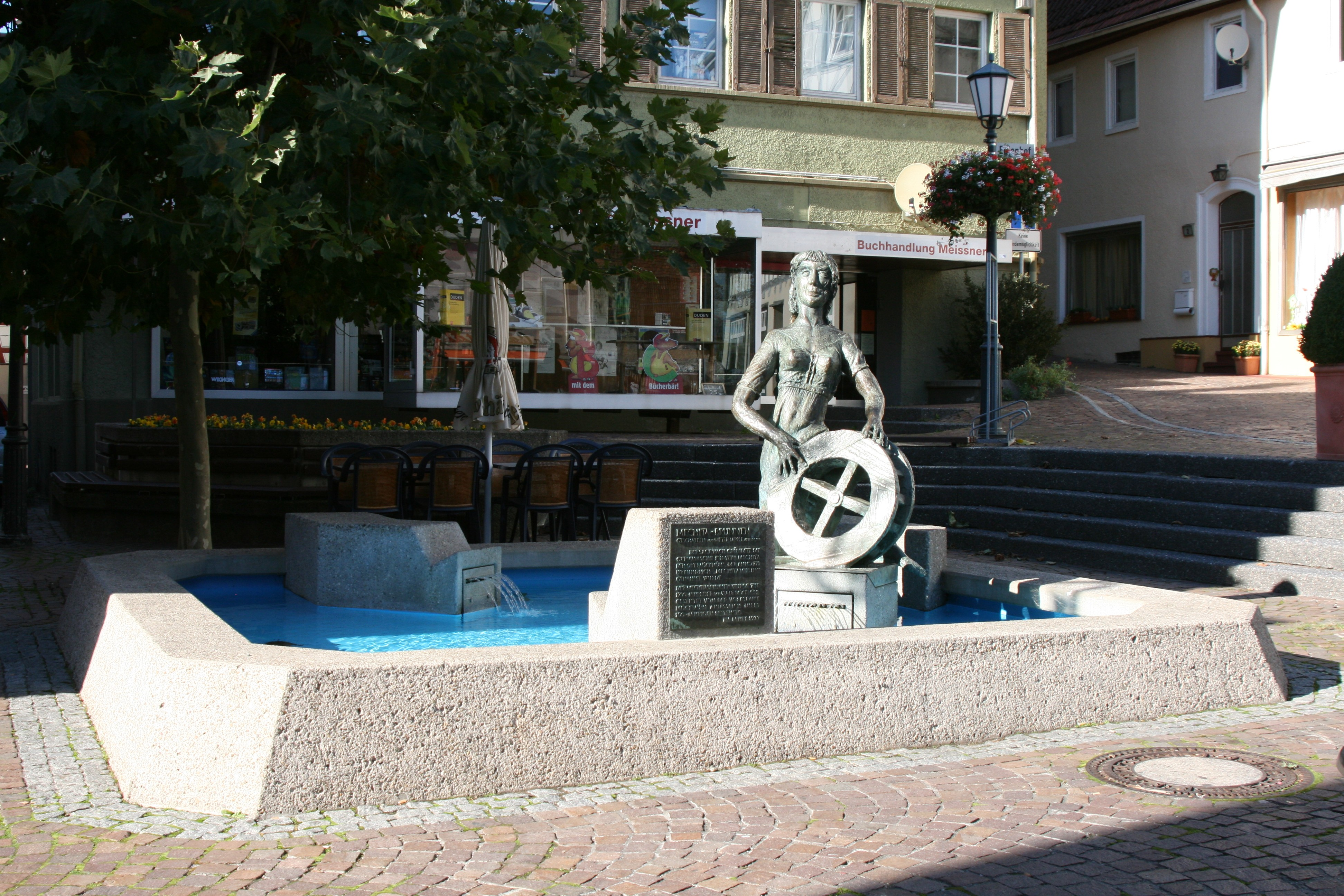
Mechita-Brunnen (1979)

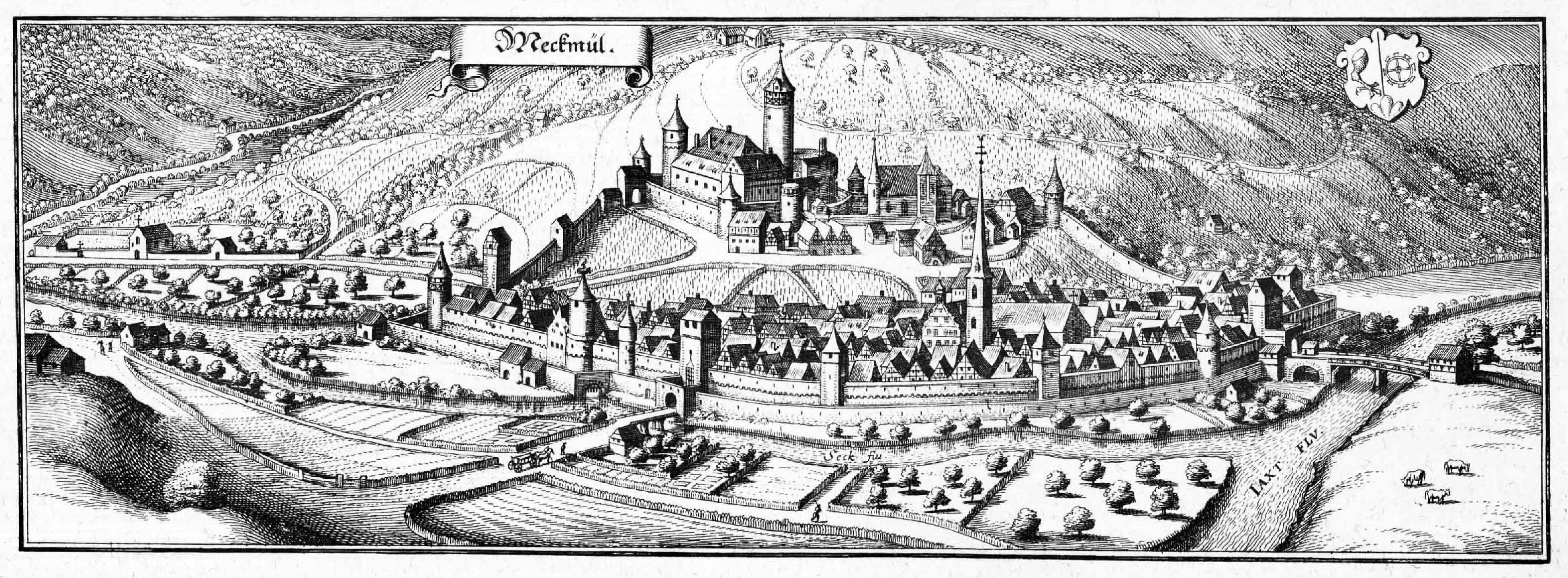
Möckmühl um 1640. Illustration aus Matthäus Merians Topographia Sueviae, 1643

### Frühe Geschichte
Bodenfunden zufolge war die Markung Möckmühls bereits zur Zeit der Jungsteinzeit besiedelt. Auch Kelten und Römer siedelten in Möckmühl. Zwei Reihengräberfriedhöfe, im Gewann Große Binsach und um die Stadtkirche, belegen mindestens zwei Siedlungskerne in der Merowingerzeit. 750 bis 779 wird Möckmühl als Meitamulin, Meitamulen und Mechitamulin erstmals in Urkunden des Klosters Fulda erwähnt, das damals dort großen Besitz hatte. Der Ortsname bedeutet Mühle der Mechita und leitet sich von einer sagenhaften fränkischen Fürstin dieses Namens ab. Auch die heute eingemeindeten Stadtteile sind sehr alt. Ruchsen wurde 768 als Rochesheim erstmals erwähnt, Züttlingen im 8. Jahrhundert als Zutilingen, Korb um 1100 als Corbe und Bittelbronn 1161 als Bittelbrunnen.

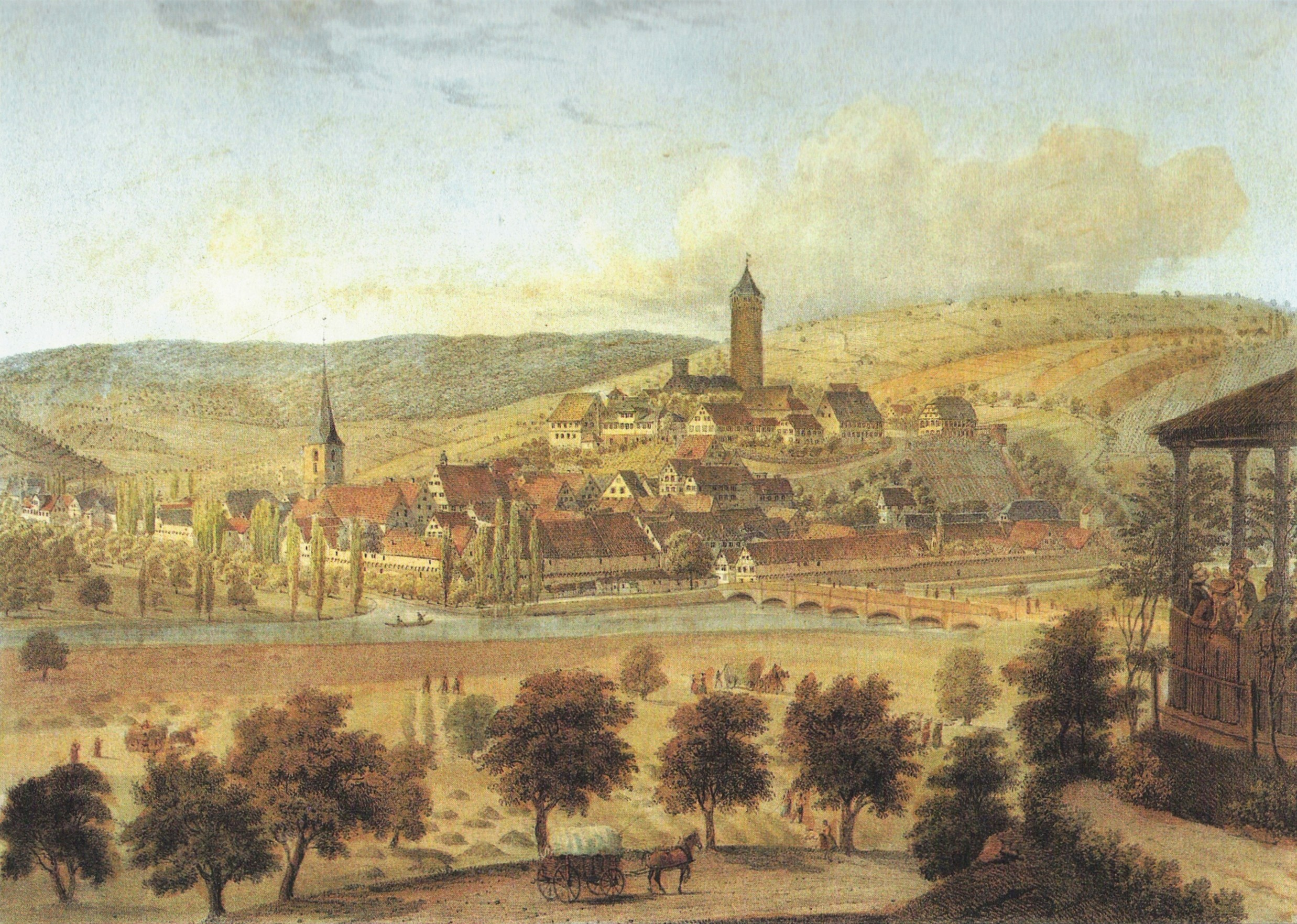
Möckmühl von Süden, Lithographie von G. Engel und C. Obach, nach 1854

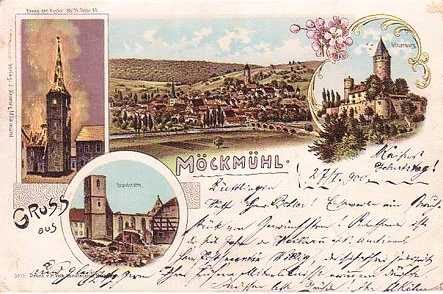
Brand der evangelischen Stadtkirche 1898

Im 12. und 13. Jahrhundert tritt mit den Herren von Möckmühl ein Ortsadel auf, der seinen Sitz wohl auf der Alten Bürg nordwestlich des heutigen Ortskerns hatte. Zur alten Bürg zählte die heute ebenfalls abgegangene Alte Stadt am Zusammenfluss von Seckach und Hannackerklinge. Während der Ortsadel bereits um 1300 nur noch andernorts nachweisbar ist und seine Burg bis dahin wohl auch bereits verlassen war, erhielten die Herren von Dürn im 13. Jahrhundert den Ort als würzburgisches Lehen. Auf die Dürner geht vermutlich die Anlage der heute noch erhaltenen Burg Möckmühl und der ummauerten Siedlung auf dem Burgberg zurück. Um 1250 erhielt der Ort durch Konrad von Dürn das Stadtrecht. 1287 kam Möckmühl durch die Hochzeit von Poppo von Dürn mit Agnes von Hohenlohe an das Haus Hohenlohe. 1379 wurde bei der Burg ein Chorherrenstift mit zugehöriger Schule und Kirche gegründet. 1445 kam Möckmühl durch Kauf an die Kurpfalz.
Um 1470 wurde die Burg neu befestigt, und um diese Zeit entstand auch die heute noch weitgehend erhaltene Ummauerung der heute die Stadtmitte bildenden Talsiedlung. 1504 kamen Burg und Ort nach sechstägiger Belagerung durch den 17-jährigen Herzog Ulrich von Württemberg an Württemberg. 1519 verteidigte der württembergische Amtmann Götz von Berlichingen die Stadt gegen den Schwäbischen Bund, wurde dabei gefangen genommen und in Heilbronn 3½ Jahre unter Arrest gestellt. 1521 verpfändete Kaiser Karl V. Möckmühl an den Bischof von Würzburg, von dem es Herzog Ulrich von Württemberg 1542 wieder auslösen konnte. 1525 wurde der Stadt Möckmühl im Zusammenhang mit dem Bauernkrieg eine Strafe von 400 Gulden auferlegt. Im Zuge der Reformation in Württemberg wurde das Chorherrenstift in Möckmühl 1558 aufgehoben.
Während des Dreißigjährigen Krieges starben 80 % der Bevölkerung an der Pest 1627 und 1635 und den Folgen des Krieges. Die Stiftskirche auf dem Schlossberg wurde in der Endphase des Krieges von französischen Truppen zerstört. Von 1649 bis 1742 gehörten Stadt und Amt Möckmühl zur württembergischen Nebenlinie Württemberg-Neuenstadt. Seit 1665 fanden in Möckmühl Hexenprozesse statt, die mit der Verbrennung einer wegen Hexerei angeklagten Frau 1667 endeten.

### 19. und 20. Jahrhundert
Von 1805 bis 1836 lebte Louise Franck, die Schwester des Dichters Friedrich Schiller, in Möckmühl. Nach der Gründung des Königreichs Württemberg konsolidierte sich eine neue Verwaltungsgliederung. So wurde 1808 das Oberamt Möckmühl aufgelöst. Bis dahin war die altwürttembergische Stadt Möckmühl Sitz eines Zentgerichts, das als Hochgericht die Todesstrafe verhängen konnte. Möckmühl war von 1808 bis 1810 dem Oberamt Schöntal unterstellt und kam 1810 schließlich zum Oberamt Neckarsulm.
Die Wasserkraft der Seckach nutzte man zum Antrieb von mehreren Mühlen, später und bis in die Gegenwart auch von Turbinen. Im Nordwesten der Stadt befand sich die schon im 15. Jahrhundert belegte Stadtmühle, die 1964 abgerissen wurde. Nur wenige Meter entfernt außerhalb der Stadtmauern befand sich die Lohemühle, deren Gebäude sich erhalten hat, während die Seckach in diesem Bereich verdolt wurde. Nordwestlich der Stadt befanden sich weitere Mühlen, darunter die große Gernersche Mühle, die bis 1928 in Betrieb war und deren letztes Gebäude 1995 abgebrochen wurde. An ihrer Stelle befindet sich seit den 1970er Jahren ein E-Werk. 1873 entstand an der Stelle zweier anderer Mühlen an der Seckach die Papierfabrik Möckmühl, die später um ein Werk an einem weiteren ehemaligen Mühlenstandort expandierte und die Wasserkraft außerdem auch zum Antrieb einer Holzschleiferei und von 1908 bis 1993 auch eines eigenen E-Werks nutzte. Die Papierfabrik wurde 1965 an Texon verkauft, der Betrieb wurde modernisiert und auf ein anderes Produktspektrum umgestellt. An der Stelle der 1732 durch Hochwasser zerstörten Walkmühle siedelten sich später die Agria-Werke an.
In den Jahren 1867 bis 1869 errichteten die Württembergischen Staatsbahnen unter Leitung von Oberbaurat Georg von Morlok die Eisenbahnstrecke von Jagstfeld nach Osterburken, so dass Möckmühl früh an den Schienenverkehr zwischen Württemberg und dem Nachbarland Baden angeschlossen war.
1938, im Zuge der württembergischen Gebietsreform während der NS-Zeit, kam Möckmühl zum Landkreis Heilbronn.
1945 wurde die Stadt in der Endphase des Zweiten Weltkrieges vor größeren Zerstörungen bewahrt, da es den Möckmühler Bürgern gelang, den Abzug der deutschen Verteidigungstruppen zu erreichen. Auch konnte die Sprengung der Jagstbrücke bis kurz vor dem Einmarsch amerikanischer Truppen verhindert werden, was die Stadt womöglich auch vor größeren Zerstörungen bewahrt hat. 1939 wurden 1590 Einwohner gezählt, Ende 1945 waren es 2134.
Da Möckmühl Teil der Amerikanischen Besatzungszone geworden war, gehörte die Stadt somit seit 1945 zum neu gegründeten Land Württemberg-Baden, das 1952 im jetzigen Bundesland Baden-Württemberg aufging.
1971 bis 1975 wurden vier umliegende Orte eingemeindet. 1974 wurde die A 81 von Weinsberg nach Würzburg mit Anschlussstelle in Möckmühl für den Verkehr freigegeben. Von 1975 bis 1992 erfolgte eine umfassende Sanierung des historischen Ortskerns. Von 1987 bis 1996 wuchs die Bevölkerung von 6000 auf über 8000 Einwohner, was hauptsächlich auf den Zuzug von Spätaussiedlern aus der ehemaligen Sowjetunion zurückzuführen ist.

### Religionen
Herzog Ulrich führte in Möckmühl 1542 die Reformation ein, Stadt und Amt Möckmühl wurden evangelisch.
Neben evangelischen Kirchengemeinden in Möckmühl und seinen Stadtteilen sowie einer evangelisch-landeskirchlichen Gemeinschaft gibt es auch eine katholische Kirchengemeinde. Außerdem sind in Möckmühl noch die Evangelisch-freikirchliche Gemeinde (Baptisten), die Mennoniten, die Neuapostolische Kirche, die Siebenten-Tags-Adventisten und die Zeugen Jehovas vertreten.

### Eingemeindungen
Am 1. Januar 1971 wurde Korb eingemeindet und wechselte dabei vom Landkreis Buchen in den Landkreis Heilbronn. Am 1. März 1972 folgten die Eingemeindungen von Bittelbronn, das bereits bis 1836 zu Möckmühl gehörte, und von Ruchsen, das ebenfalls den Landkreis Buchen verließ. Als letzter Ort wurde am 1. Januar 1975 Züttlingen eingemeindet.

## Politik

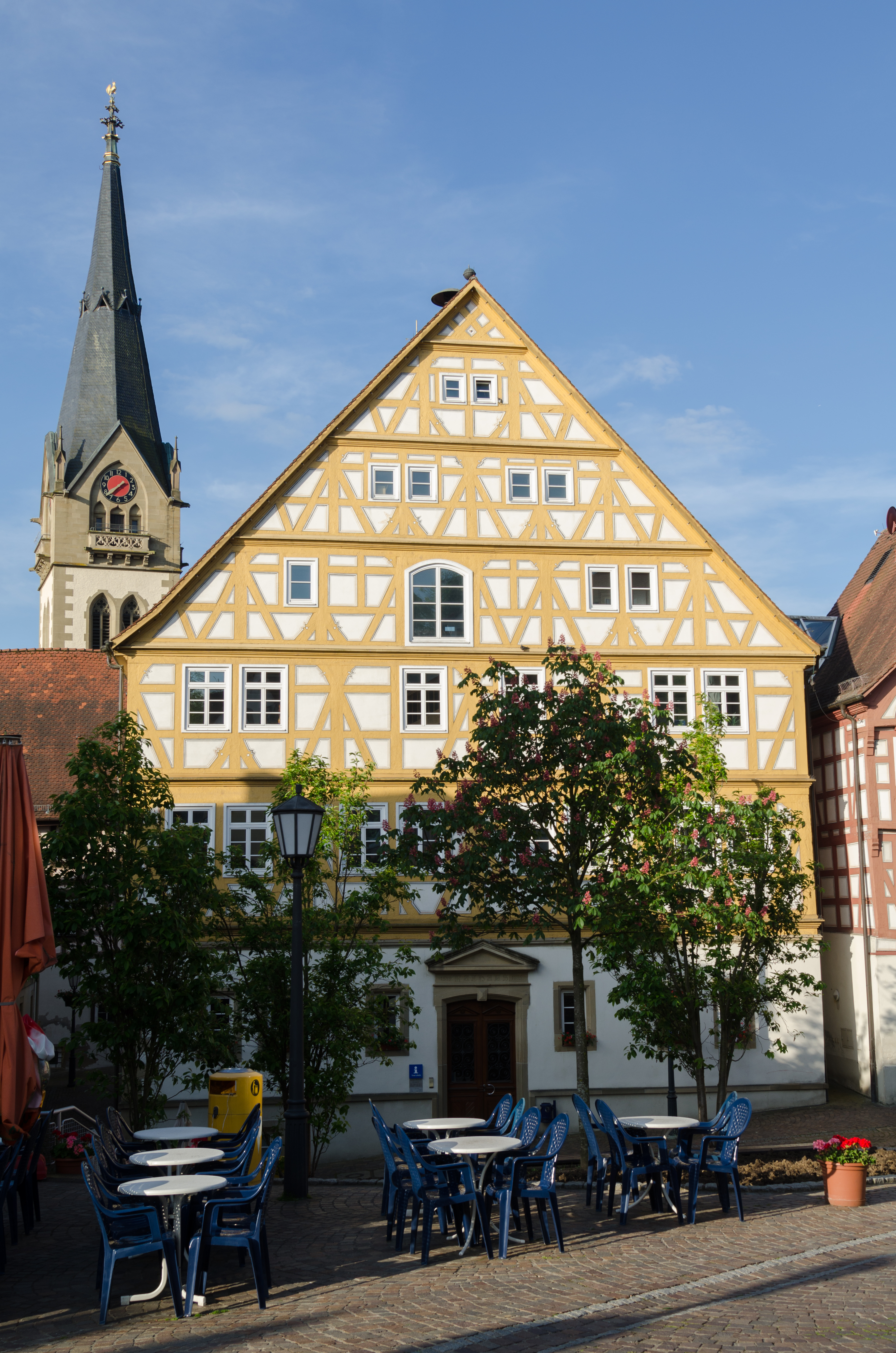
Rathaus Möckmühl

### Gemeinderat und Ortschaftsräte
Der Gemeinderat besteht aus den gewählten ehrenamtlichen Gemeinderäten und dem Bürgermeister als Vorsitzendem. Der Bürgermeister ist im Gemeinderat stimmberechtigt. In Möckmühl wird der Gemeinderat nach dem Verfahren der unechten Teilortswahl gewählt. Dabei kann sich die Zahl der Gemeinderäte durch Überhangmandate verändern.
Nach der Kommunalwahl am 9. Juni 2024 hat der Gemeinderat Möckmühls 23 Sitze (zuvor 25). Die Wahl brachte folgendes Ergebnis (mit Vergleichszahlen zur vorigen Wahl):
| Partei / Liste          | 2024          | 2024  |         | 2019          | 2019  |
| Partei / Liste          | Stimmenanteil | Sitze |         | Stimmenanteil | Sitze |
| Grüne                   | 16,3 %        | 4     | 20,8 %  | 5             |       |
| SPD                     | 13,1 %        | 3     | 13,1 %  | 3             |       |
| Bürgerliche Liste / CDU | 26,8 %        | 6     | 20,0 %  | 5             |       |
| FWV Möckmühl            | 43,8 %        | 10    | 46,1 %* | 8             |       |
| Wir für Möckmühl (WFM)  | --            | --    | 46,1 %* | 4             |       |

* Wählervereinigungen zusammen, vom Statistischen Landesamt nicht getrennt ausgewiesen
In den vier Ortschaften Bittelbronn, Korb, Ruchsen und Züttlingen gibt es zudem jeweils einen Ortschaftsrat. Auf seinen Vorschlag hin wählt der Gemeinderat für jede Ortschaft einen ehrenamtlichen Ortsvorsteher. Diese Gremien sind zu wichtigen die Ortschaft betreffenden Angelegenheiten zu hören.

### Bürgermeister
Bürgermeister ist seit dem 1. Oktober 2024 Simon Michler (CDU). Er war zuvor von 2016 bis 2022 Bürgermeister von Edingen-Neckarhausen. Michler wurde am 14. Juli 2024 mit 59,7 Prozent der Stimmen gewählt. Zuvor war von 2000 bis 2024 Ulrich Stammer Bürgermeister.

### Wappen und Flagge
Die Blasonierung des Möckmühler Wappens lautet: Über grünem Dreiberg gespalten, vorne in Blau ein linksgekehrter, schwarz befiederter goldener Adlerfang, hinten in Silber ein vierspeichiges schwarzes Mühlrad. Die Stadtfarben sind Blau-Weiß.
In den Möckmühler Siegeln ist der ungedeutete Adlerfang erstmals 1499 und danach bis 1630 nachgewiesen. In der zweiten Hälfte des 16. Jahrhunderts erscheint in Wappenzeichnungen in Verbindung mit dem Adlerfang erstmals das Mühlrad als redende Wappenfigur; seit 1613 auch auf den Möckmühler Grenzsteinen. Von 1639 bis 1643 ist die Verwendung eines Siegels mit dem Mühlrad-Zeichen nachgewiesen; 1645 wurden dann beide Wappenfiguren in einem Siegel vereinigt. Im Wesentlichen blieb das Wappen mit den aus dem 16. Jahrhundert stammenden Farben seitdem unverändert.

### Städtepartnerschaften
Seit 2001 besteht eine Partnerschaft mit der norditalienischen Stadt Cherasco im Piemont, seit 2004 mit der ungarischen Stadt Piliscsaba.

## Kultur und Sehenswürdigkeiten

### Bauwerke

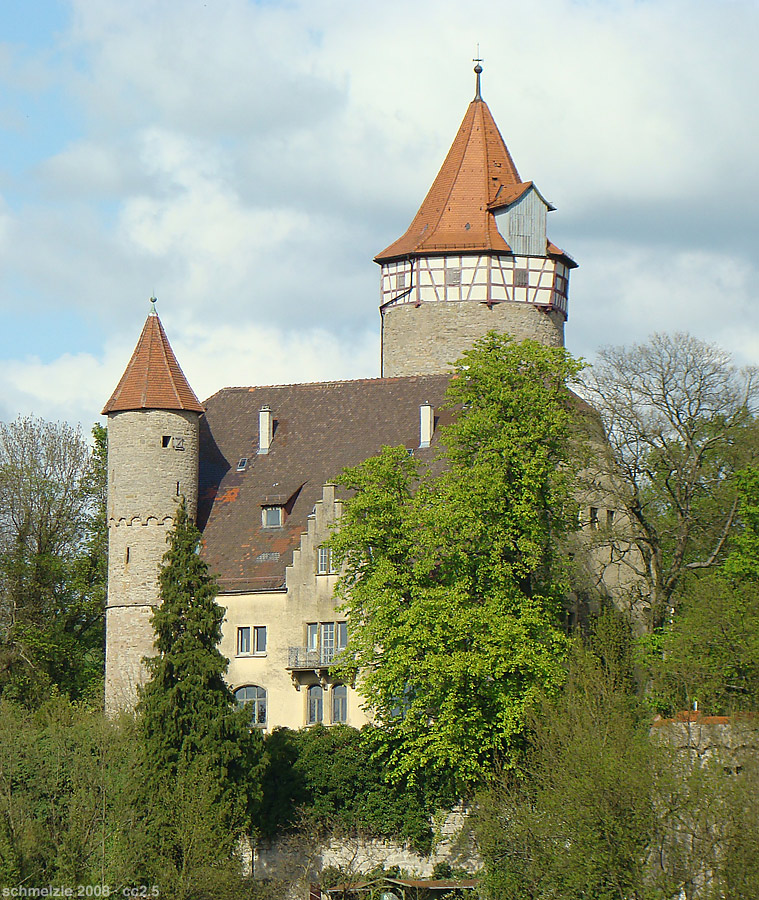
Burg Möckmühl

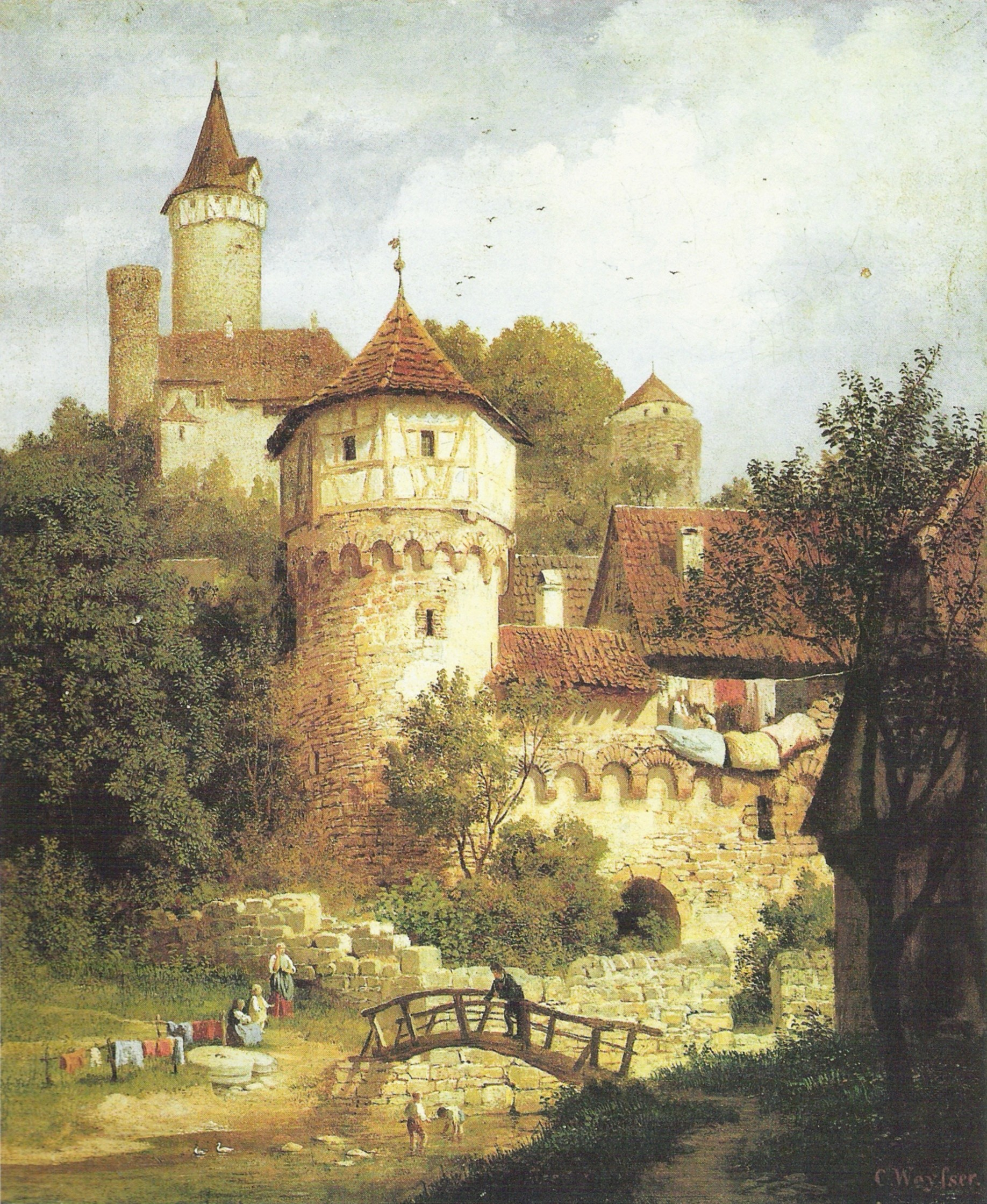
Möckmühl mit Stadtmauer und Burg, Ölgemälde von Karl Weysser, um 1870

Die Burg Möckmühl wurde vermutlich im 13. Jahrhundert angelegt. Dort hatte Götz von Berlichingen von 1517 bis 1519 seinen Amtssitz. Die Burg mit dem 28 Meter hohen Bergfried erhielt ihre heutige Gestalt durch Umbau 1902. Sie ist in Privatbesitz und kann nicht besichtigt werden. Vom Burghügel kann man auf die idyllische Altstadt blicken. Bei der Burg befand sich einst auch das Kollegiatstift Möckmühl mit der Stiftskirche Unserer lieben Frau, die im 17. Jahrhundert zerstört wurde. Die Stiftspropstei mit Propsteiturm ist noch davon bei der Burg erhalten. Auf dem ehemaligen Stiftsgelände befinden sich auch die Alte Apotheke, die von 1758 bis 1927 konzessioniert war, und eine Scheune von 1813, die auf den Fundamenten der zerstörten Stiftskirche errichtet wurde. Unterhalb der Propstei befindet sich der heute zu einem Wohnhaus umgebaute ehemalige Fruchtkasten der Propstei. Außerdem befindet sich auf dem Burgberg auch die ehemalige Oberamtei. Reste der einer älteren Burg sind auf einem Hügel außerhalb des Ortes zu finden.
Der historische Stadtkern von Möckmühl, der als Gesamtanlage Altstadt Möckmühl seit 1983 unter Denkmalschutz steht ist noch von einer weitgehend erhaltenen alten Stadtmauer aus dem 15. Jahrhundert mit Wehrgang, durchlaufendem Bogenfries und mehreren Türmen umgeben. Der runde Schinnersturm, die viereckigen Türme Badturm und Pfarrersturm sowie der runde Hexenturm mit achteckigem Fachwerkaufbau und Verlies sind vollständig erhalten bzw. wiederaufgebaut, Mühlturm und Batzentürmle sind dagegen nur noch als Ruinen erhalten. Die Stadttore wurden bis auf das Ruchsener Tor alle abgerissen.

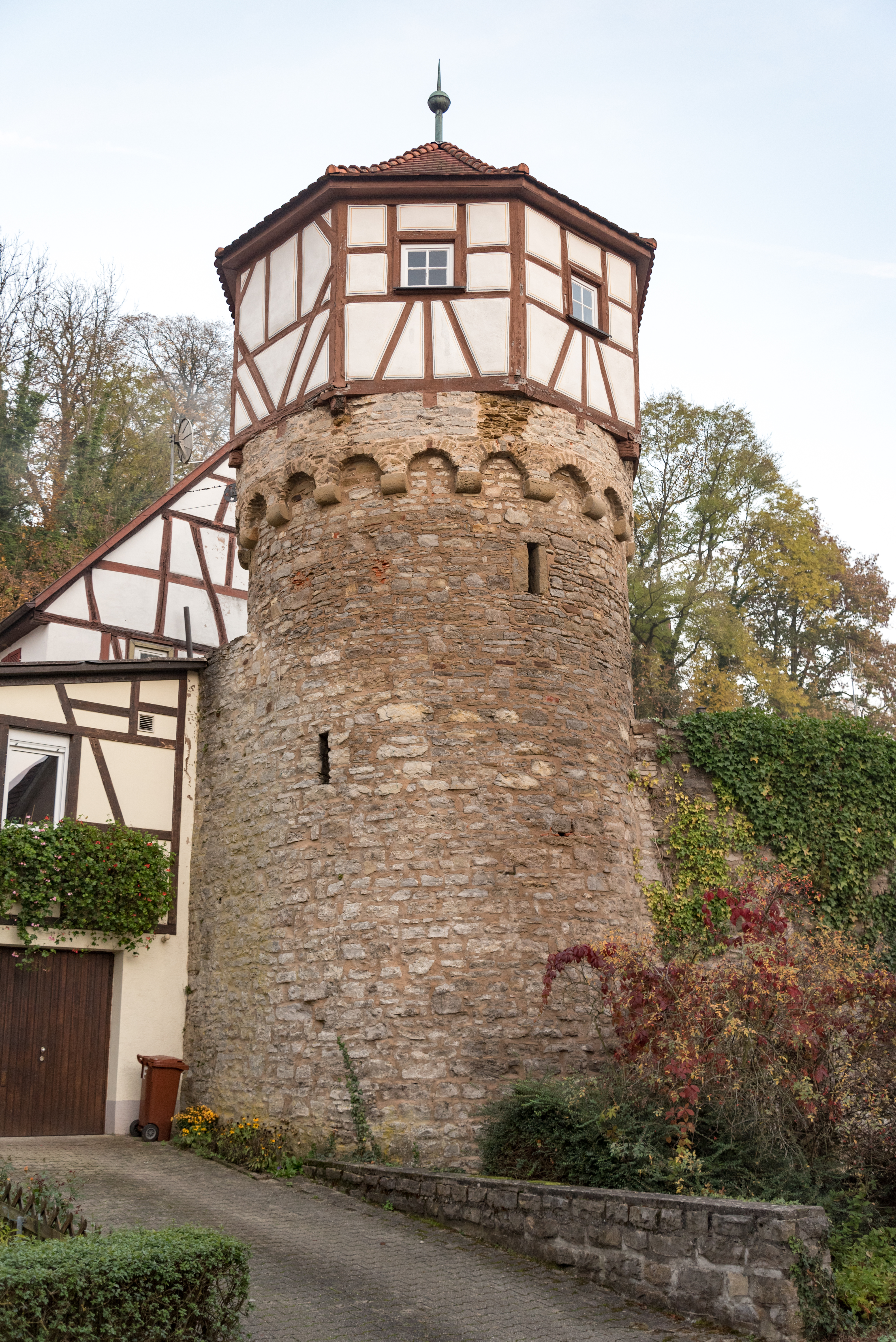
Hexenturm
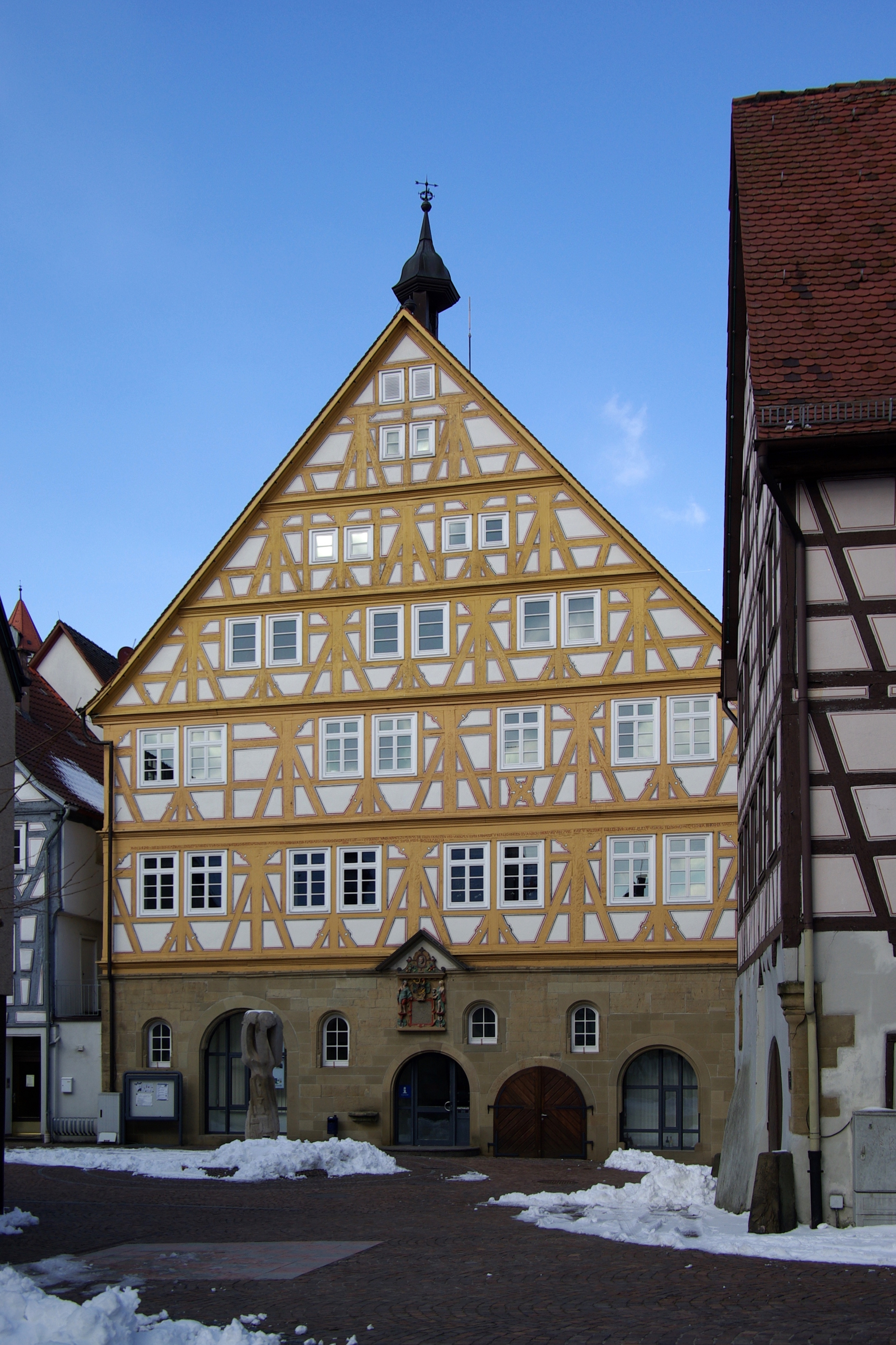
Rathaus von 1589
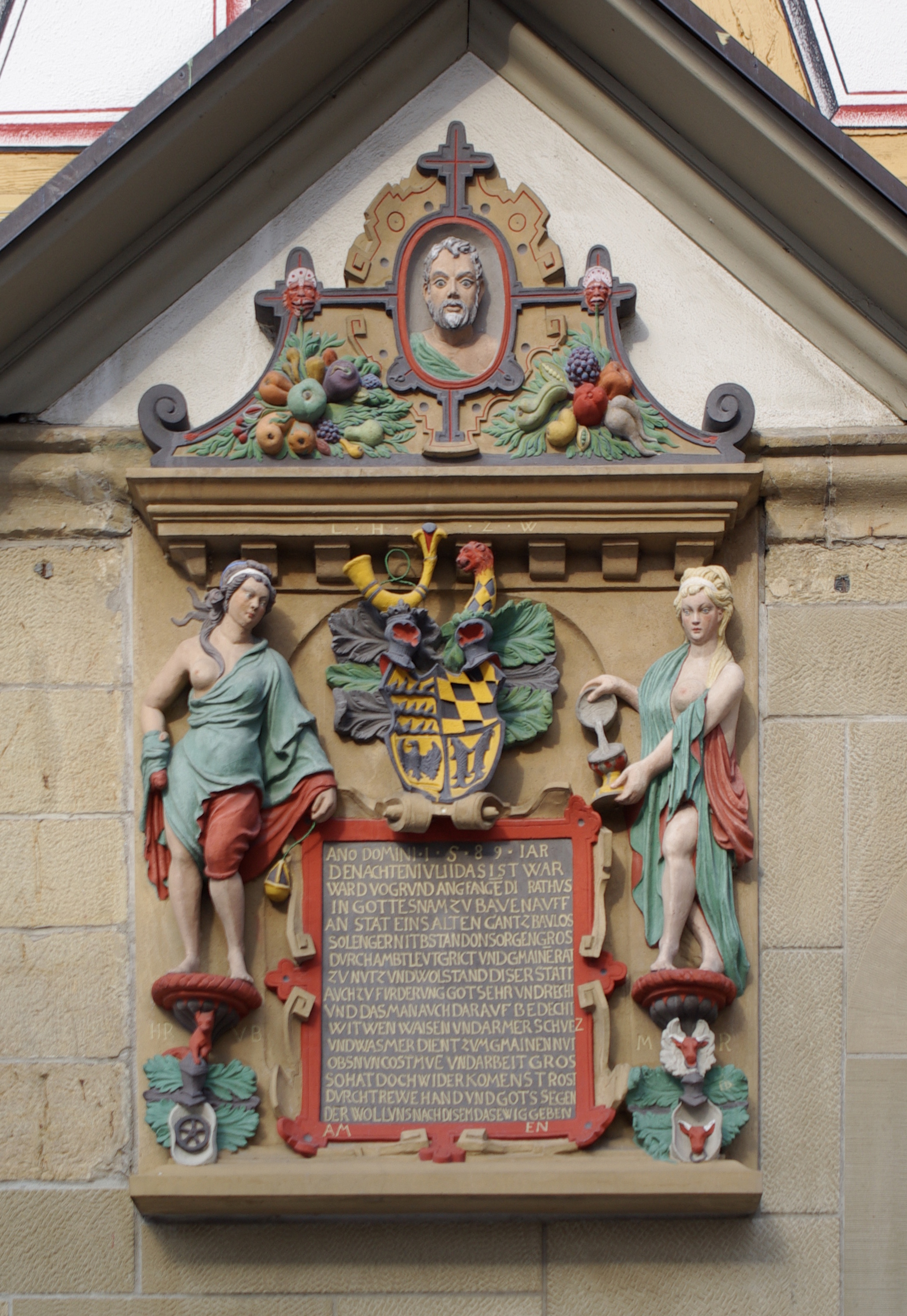
Wappenstein am Rathaus
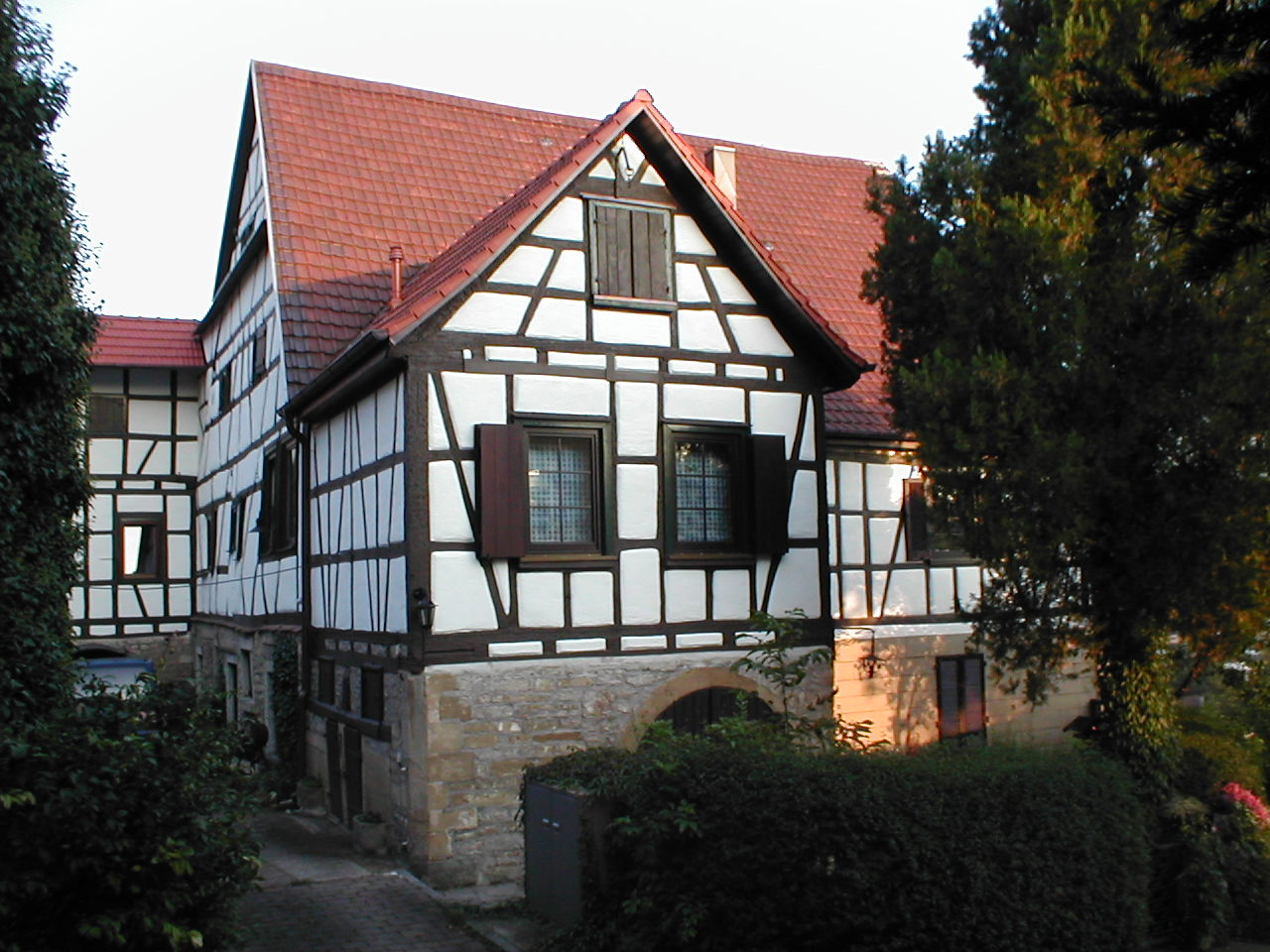
Alte Apotheke von 1758
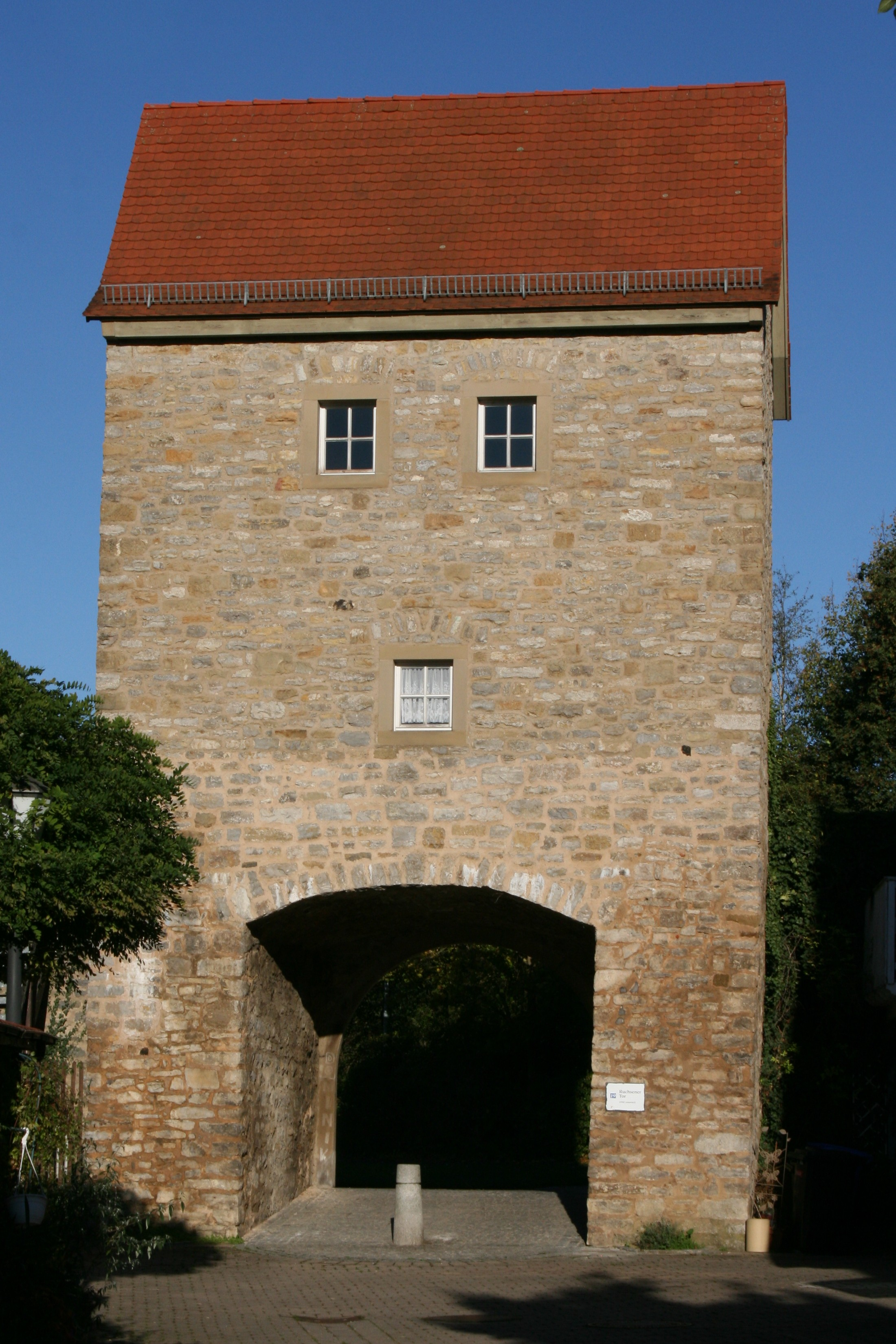
Ruchsener Tor

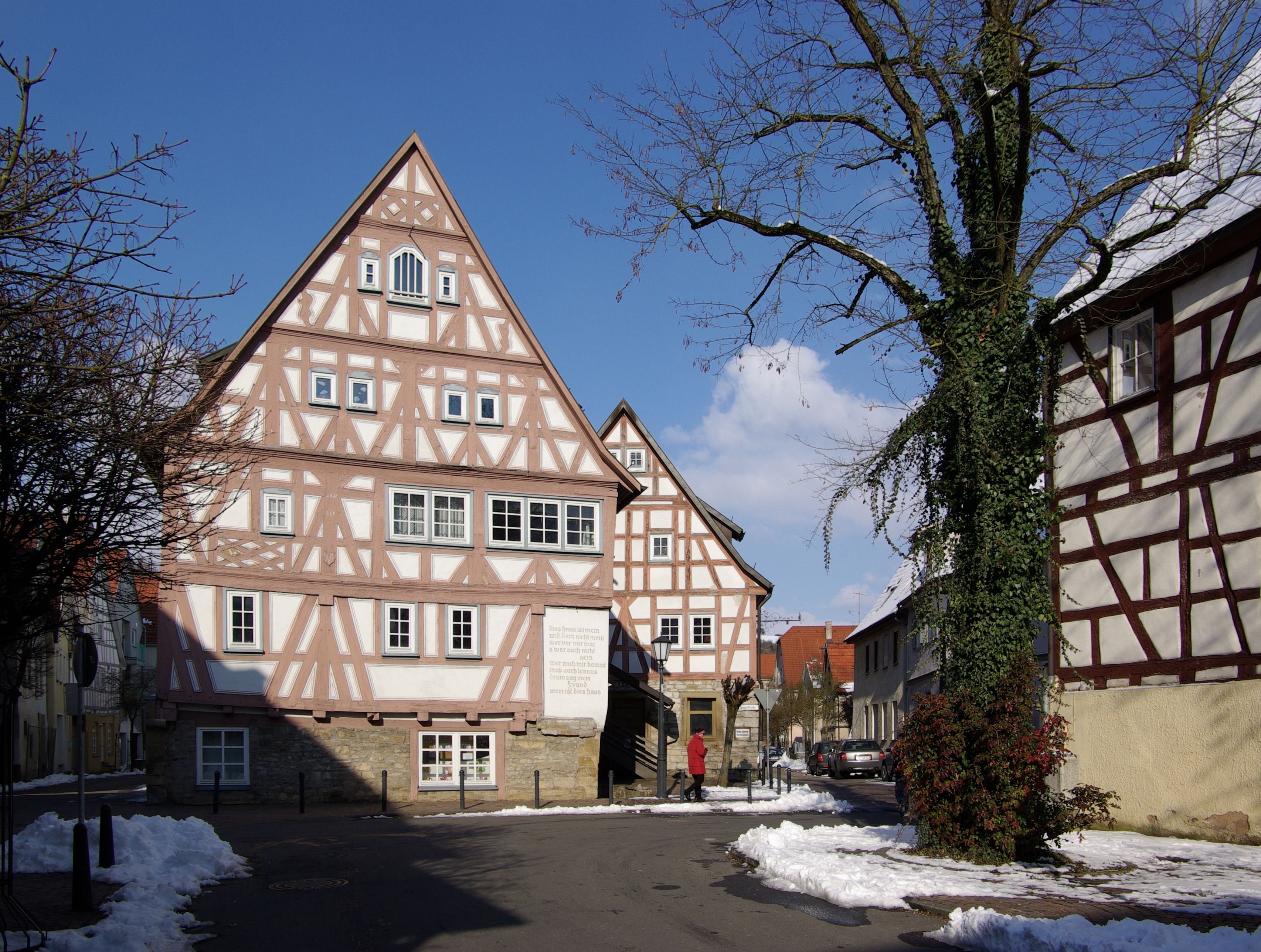
Haus Elsässer von 1610

Die Evangelische Stadtkirche Möckmühl wurde im Lauf der Geschichte mehrmals umgebaut und zuletzt nach einem Brand 1898 von Heinrich Dolmetsch bis 1900 neu erbaut. Lediglich die unteren Turmgeschosse und Teile des Chores gehen noch auf einen Vorgängerbau von 1513 zurück. Die Kirche in Möckmühl wurde erstmals 815 erwähnt und war ursprünglich dem Hl. Bonifatius geweiht. Um die Kirche herum befand sich bis ins 16. Jahrhundert auch der alte Friedhof der Stadt. Wenige Jahre nachdem der neue Friedhof außerhalb der Stadt angelegt worden war, wurde um 1580 dort die Friedhofskapelle erbaut, in der sich zahlreiche Grabdenkmale des 16. und 17. Jahrhunderts befinden. Die katholische Kirche St. Kilian wurde 1970 geweiht.
Zu den historischen Gebäuden in Möckmühl zählen außerdem das Rathaus von 1589 (renoviert 1895 und 1992), das alte Pfarrhaus von 1750, das Diakonatsgebäude von 1627, die alte Kelter (heute Kindergarten), ein Färberhaus von 1783, Haus Elsässer von 1610, ein als Museum genutztes Bürgerhaus aus dem 17. Jahrhundert sowie das so genannte Meisterhaus (Wohnung des Scharfrichters) aus dem 16. Jahrhundert.

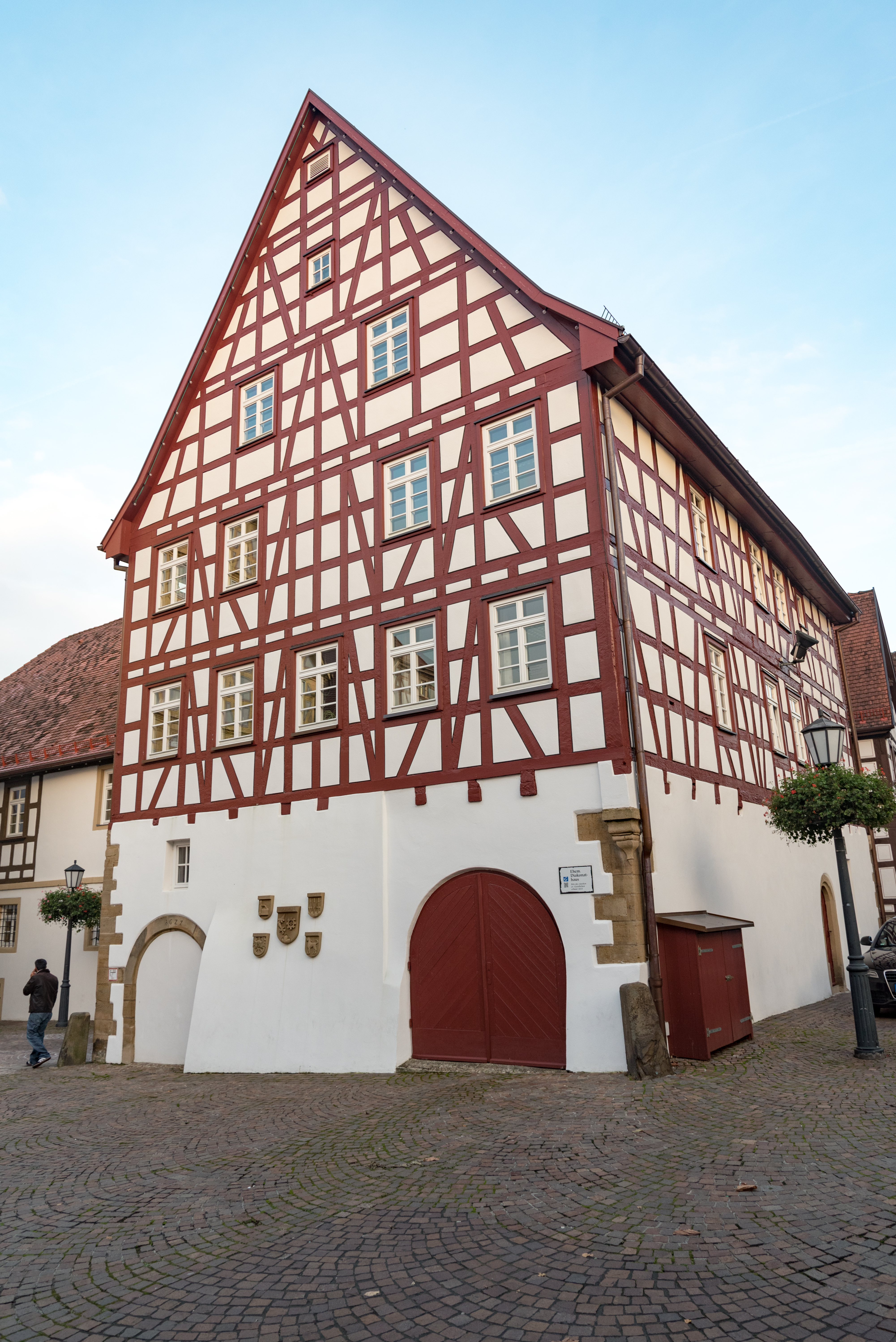
Altes Diakonat von 1627
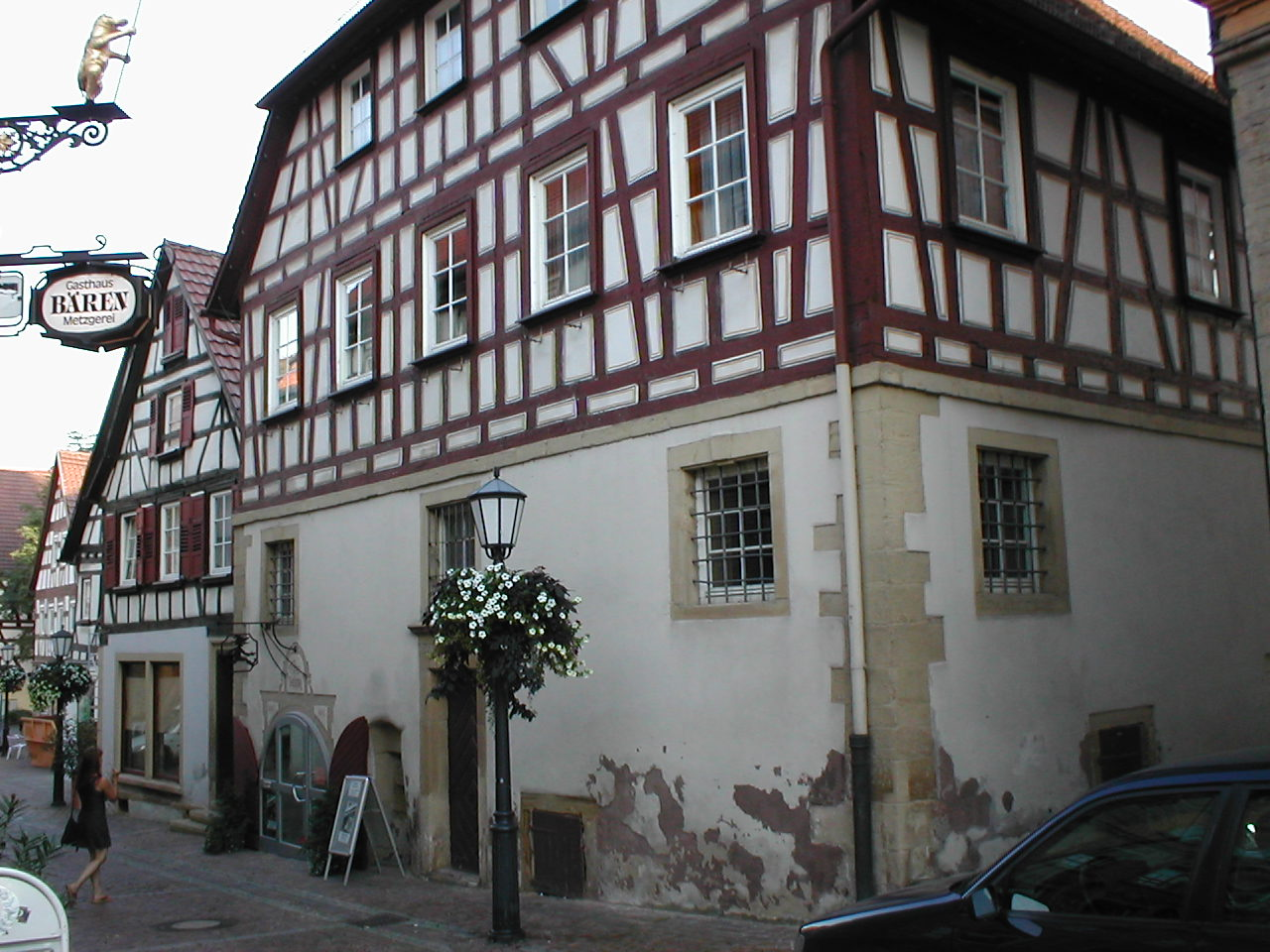
Altes Pfarrhaus von 1750
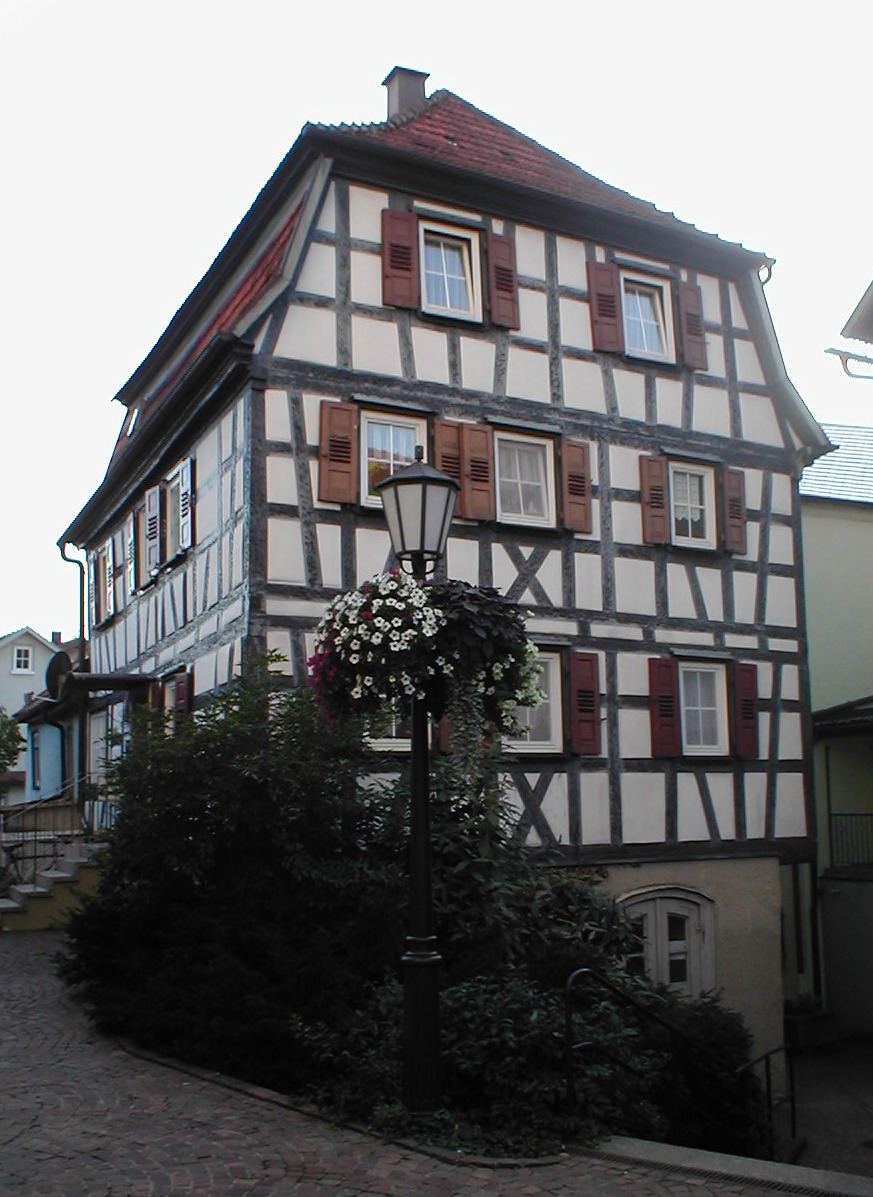
Färberhaus von 1783
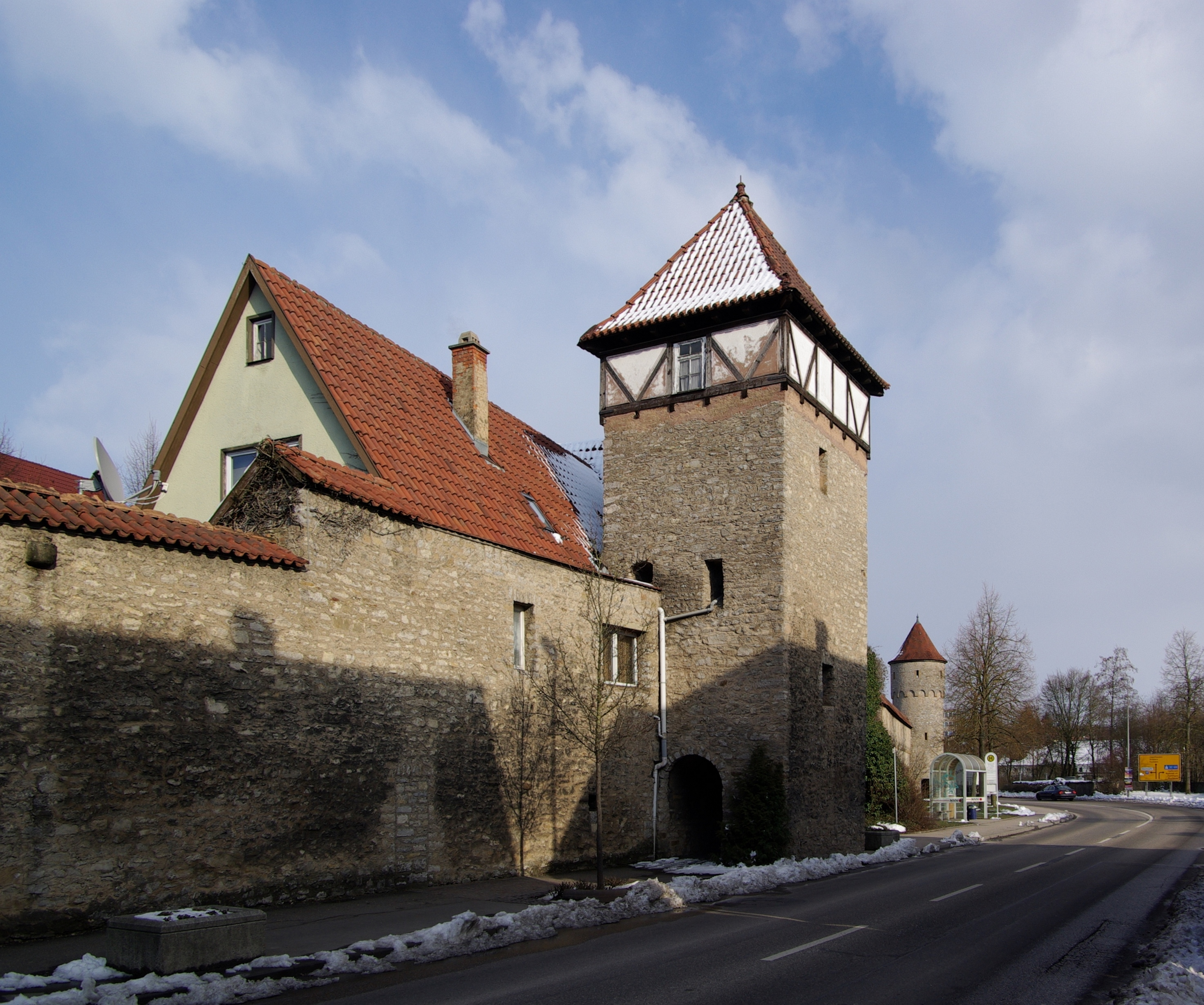
Badturm
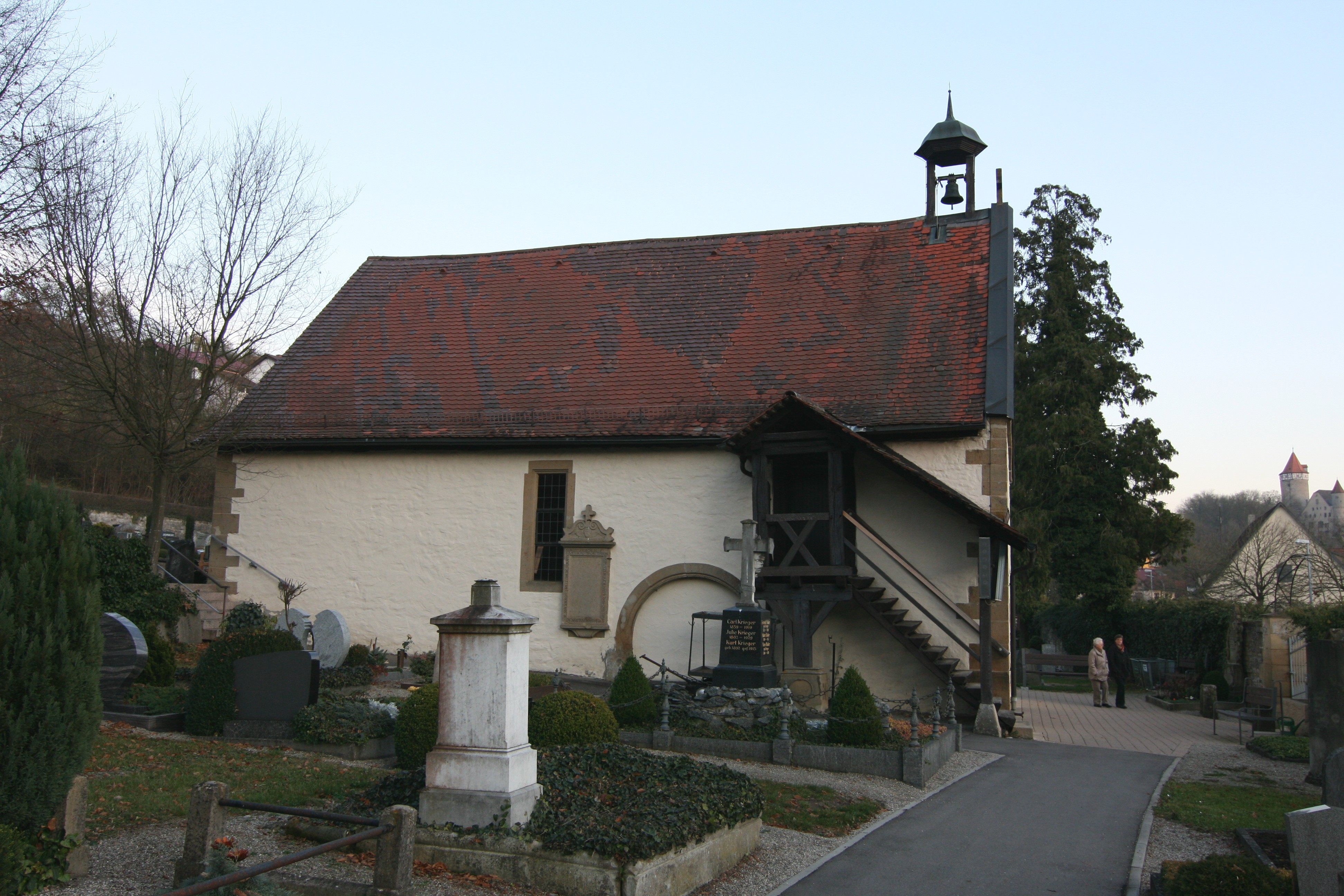
Friedhofskapelle

### Theater
Die Jagsttalbühne Möckmühl spielt seit 1991 jedes Jahr im Juni und Juli Freilichttheater auf dem Platz vor dem Ruchsener Tor. Seit 2004 ist auch das in der Region bekannte Knurps-Puppentheater in Möckmühl ansässig.

### Museen
Das Möckmühler Heimatmuseum ist seit 1988 in einem Fachwerkhaus aus dem 17. Jahrhundert untergebracht.
Zur Dauerausstellung gehören die Bereiche Geologie (Versteinerungen, besonders aus dem Muschelkalk) und Frühgeschichte (Grabungsfunde aus Möckmühl und Umgebung, u. a. ein Bronzeschwert der Urnenfelderzeit und Funde aus der Römerzeit). Das Museum wird vom Heimatkundlichen Arbeitskreis Möckmühl betreut.

## Wirtschaft und Infrastruktur

### Weinbau
Möckmühl ist ein Weinbauort, dessen Lagen zur Großlage Kocherberg im Bereich Kocher-Jagst-Tauber des Weinbaugebietes Württemberg gehören. Die Einzellagen heißen Hofberg und Ammerlanden.

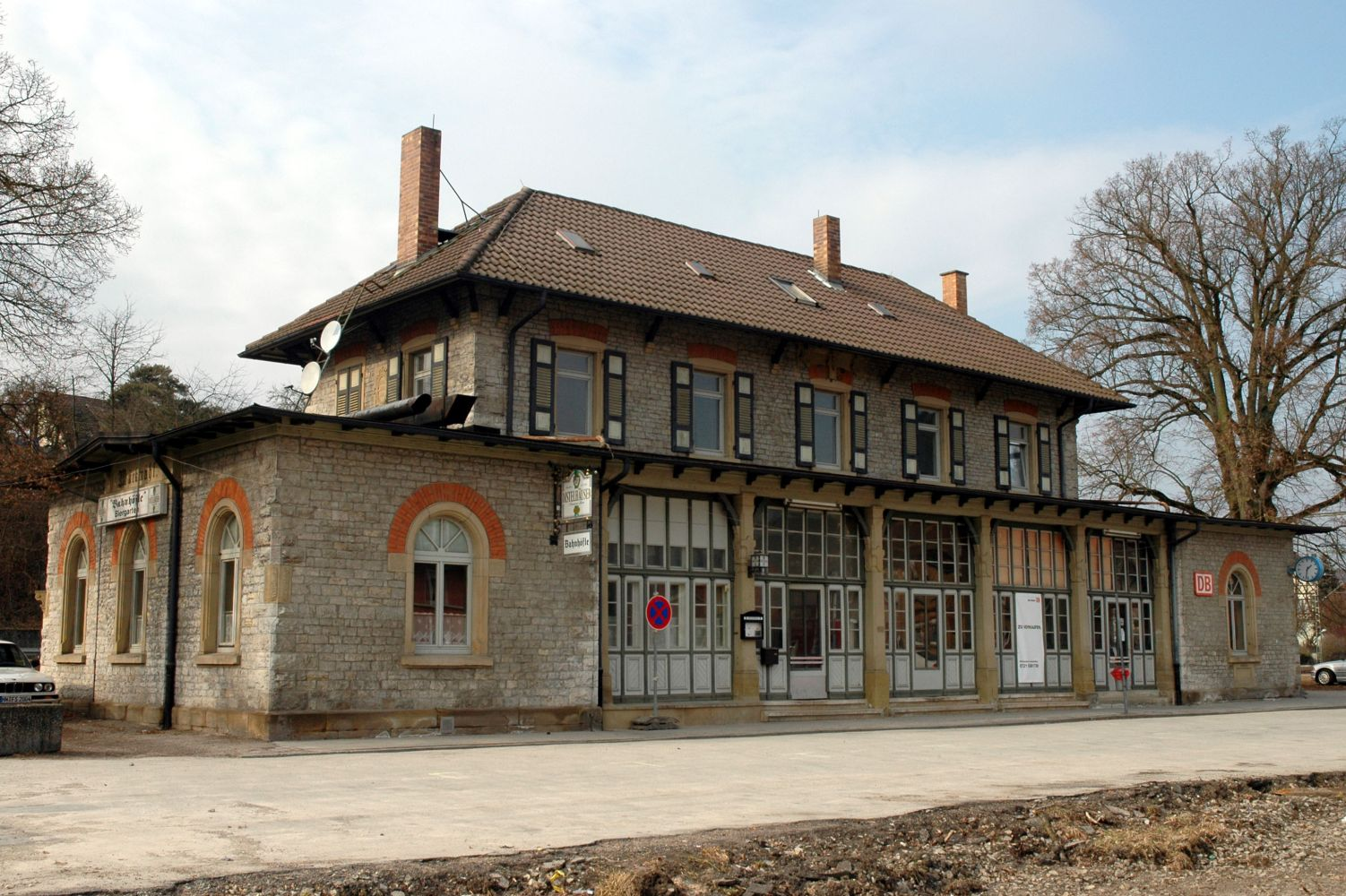
Empfangsgebäude des Bahnhofs Möckmühl von 1869, die Jagsttalbahn verlief im Vordergrund (Feb. 2006)

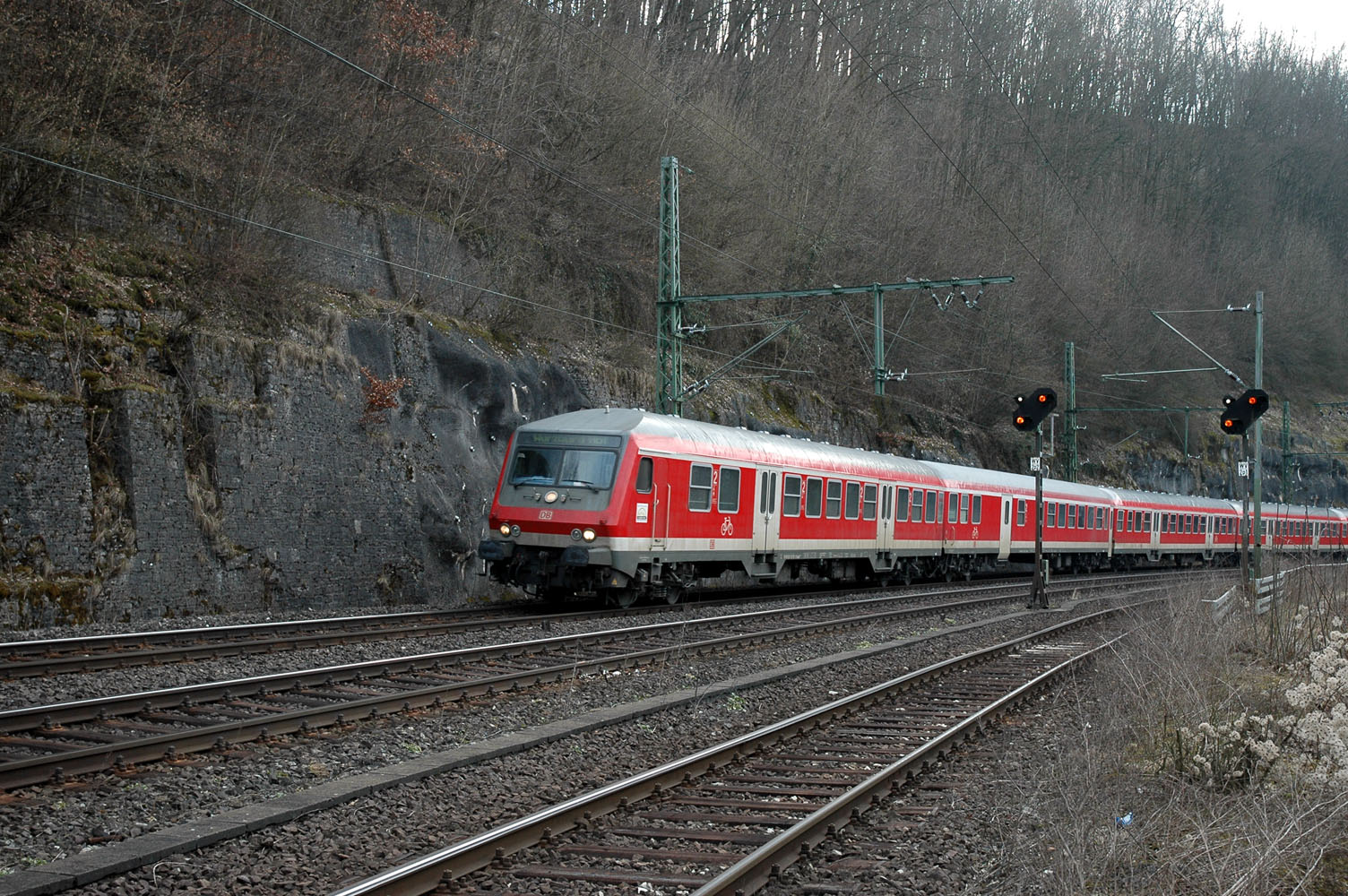
Regionalexpress Stuttgart–Würzburg kurz vor Züttlingen

### Verkehr
Möckmühl hat eine Anschlussstelle an der Bundesautobahn 81 (Würzburg–Gottmadingen).
An das überregionale Schienennetz ist die Stadt durch die Frankenbahn (Stuttgart–Würzburg) angeschlossen. Im Zwei-Stunden-Takt gibt es direkte Regional-Express-Verbindungen nach Stuttgart bzw. Würzburg und zusätzlich einen ungefähren Zwei-Stunden-Takt in Richtung Bad Friedrichshall sowie in Richtung Osterburken mit Regionalbahnen, welche auch am Bahnhof des Ortsteils Züttlingen halten.
Bis 1988 war der Möckmühler Bahnhof Ausgangspunkt der Jagsttalbahn, die als 750 mm-Schmalspurbahn entlang der Jagst – mit einem Haltepunkt im Ortsteil Ruchsen – nach Dörzbach führte und auf der es bereits ab 1971 einen Dampf-Museumsbetrieb gab. Auf Betreiben der Stadt wurde der Denkmalschutz 1997 aufgehoben und die Strecke zwischen Möckmühl und Widdern abgebaut, nachdem der Betrieb 1988 wegen des schlechten Zustands des Streckenoberbaus eingestellt wurde.
Bahnen und Busse können zu einheitlichen Tarifen des Heilbronn-Hohenlohe-Hall-Nahverkehr-Verbundes (HNV) benutzt werden. Insgesamt halten fünf Buslinien am Bahnhof und verbinden diesen mit den Stadtteilen und dem Jagsttal.
Durch eine Alltagsroute aus dem Radnetz Baden-Württemberg ist Möckmühl über Roigheim mit Adelsheim und in der anderen Richtung über Neudenau mit Bad Friedrichshall verbunden.
Durch die Stadt verläuft als Landes-Radfernweg der Kocher-Jagst-Radweg. Er ist ein Rundkurs entlang der beiden Flüsse Kocher und Jagst zwischen Bad Friedrichshall und einer Querverbindung zwischen den Tälern bei Aalen (Stadtteil Unterkochen) und Lauchheim. Er ist bei Pendler- und Freizeitradlern beliebt. In einer Stunde kann man in Bad Friedrichshall oder Neuenstadt am Kocher sein.
Etwa 4 km nordöstlich des Zentrums befindet sich das Segelfluggelände Möckmühl-Korb.

### Ansässige Unternehmen
Die im Jahr 2000 angesiedelte Logistik-Zentrale der Kaufland-Gruppe beschäftigt über 1000 Menschen. Weitere Firmen sind die Volksbank Möckmühl, die Agria-Werke GmbH und die Dobler-MBM GmbH (ehemals: MBM Konstruktionen GmbH). Seit 2008 ist die Läpple Formenbau GmbH, ein Tochterunternehmen der Läpple AG, in Züttlingen ansässig.
Der in Möckmühl ansässige Aue-Verlag produziert die Kartonmodellbaubögen des früheren Schreiber-Verlages.

### Medien
Über das Geschehen in Möckmühl berichtet die Tageszeitung Heilbronner Stimme in ihrer Ausgabe N, Landkreis Nord. Wöchentlich erscheinen die Möckmühler Nachrichten, das Amtsblatt der Stadtverwaltung. Von uns zu Euch, das Mitteilungsblatt des Handels- und Gewerbevereins, bringt monatlich Berichte über Veranstaltungen, kulturelle Ereignisse und die Geschichte der Stadt.

### Öffentliche Einrichtungen

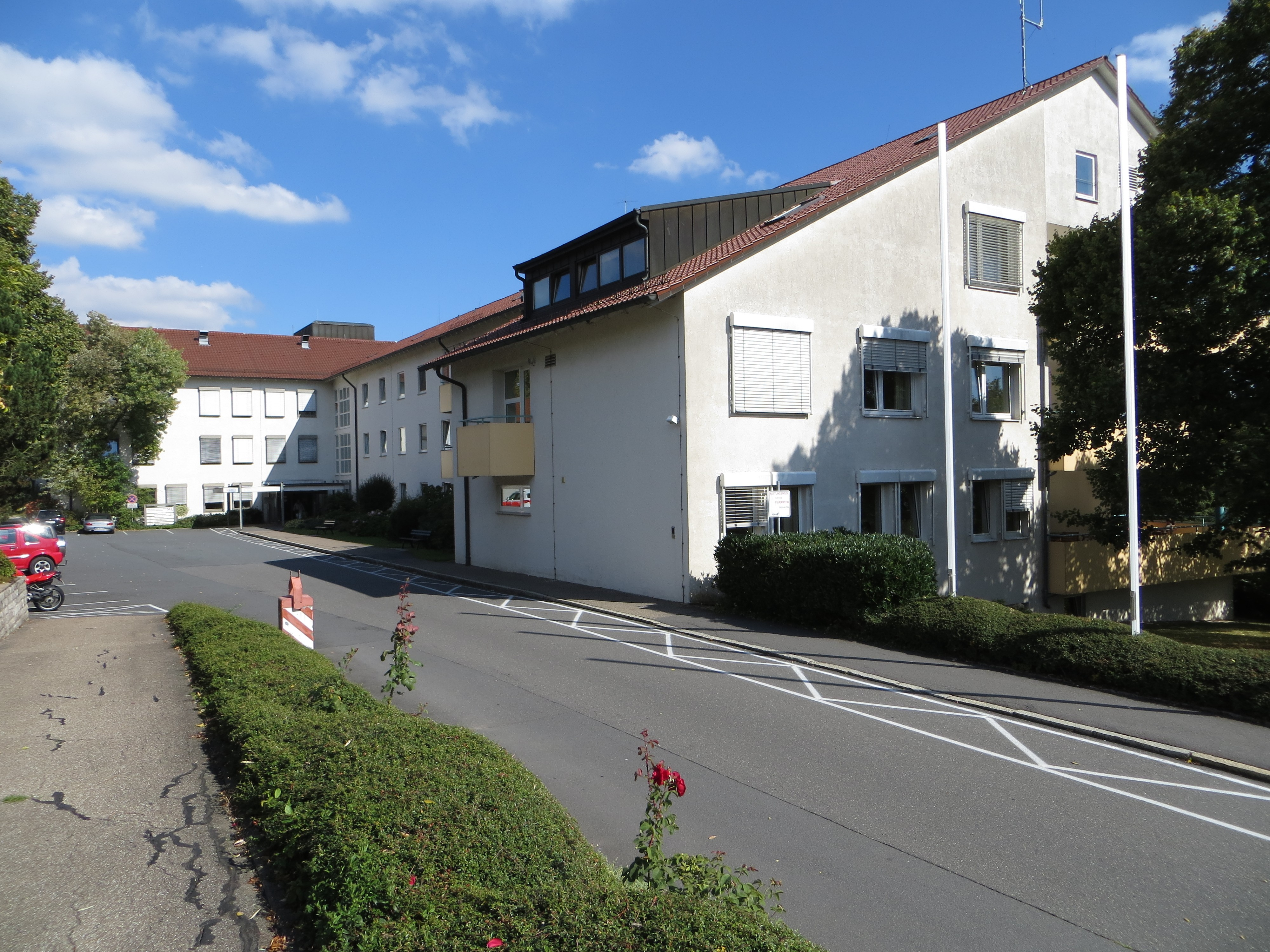
Gesundheitszentrum in Möckmühl (Foto von 2012, damals noch als Krankenhaus betrieben)

Das 1960 eingeweihte Krankenhaus Möckmühl, das seit 2001 zum damals gegründeten Klinikverbund SLK-Kliniken der Stadt und des Landkreises Heilbronn gehörte, war ein Haus der Grundversorgung mit 80 Betten und 190 Mitarbeitern. Ende 2018 wurde es  geschlossen und zu einem ambulanten Gesundheitszentrum umgebaut, in dem sich neben einem Medizinischen Versorgungszentrum auch Facharztpraxen, ein Therapiezentrum und ein Pflegestützpunkt befinden. Direkt am ehemaligen Krankenhaus befindet sich auch die Rettungswache Möckmühl. Außerdem verfügt die Stadt über ein Hallenbad.

### Bildung

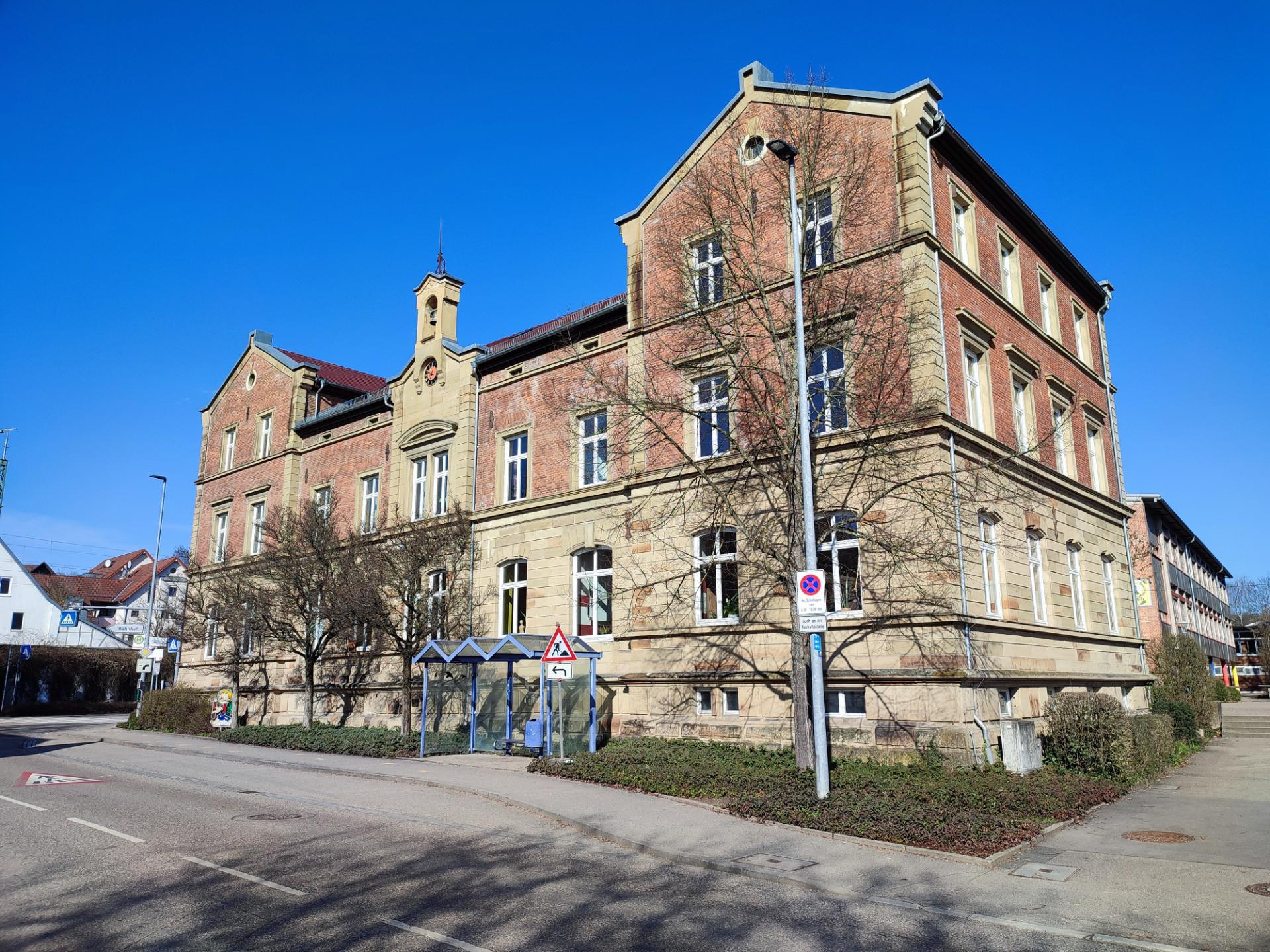
Grundschule Möckmühl

In der Stadt gibt es sieben Kindergärten und eine Grundschule. Daneben verfügt Möckmühl über verschiedene Schularten: In der Sekundarstufe I kann an der Haupt- und Werkrealschule Möckmühl sowie an der Realschule Möckmühl die Mittlere Reife erworben werden. In der Sekundarstufe II besteht am Gymnasium Möckmühl die Möglichkeit das Abitur zu erwerben.
Die Haupt-, Werkreal- und Realschule sowie das Gymnasium befinden sich in einem gemeinsamen Schulzentrum mit angeschlossener Mensa. Der Ortsteil Züttlingen verfügt ebenfalls über eine Grundschule.
Daneben gibt es mit der Musikschule Möckmühl eine Bildungseinrichtung für Kinder, Jugendliche und Erwachsene bei der etwa 700 Bürger musikalisch aktiv sind.
Die Mediathek Möckmühl bietet einen Bestand von über 23.000 Medien und mehr als 11.000 digitalen Medien (Stand: Jahresbericht 2013).
Darüber hinaus unterhält die Volkshochschule Unterland in Möckmühl eine Außenstelle.

## Persönlichkeiten

### Söhne und Töchter der Stadt

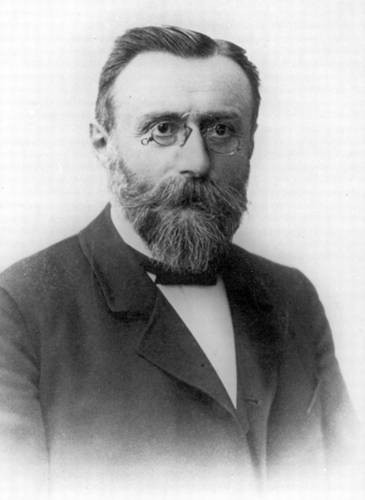
Hermann Ehmann

- Gustav Flaxland (1841–1895), geboren in Korb, württembergischer Oberamtmann
- Hermann Ehmann (1844–1905), Wasserbauingenieur
- Ferdinand Habermehl (1854–1938), geboren in Korb, Oberbürgermeister der Stadt Pforzheim
- Wilhelm Paret (1864–1938), Pfarrer und Fotograf
- Otto Speidel (1895–1957), Politiker (NSDAP), Neckarsulmer Kreisleiter
- Walter Cantner (1908–2002), Verwaltungsjurist
- Martin Schwab (* 1937), Schauspieler
- Ulrike Gaul (1960–2020), Entwicklungsbiologin, Hochschullehrerin
- Susanna Grann (* 1962), früherer Name Christina Günther, Schriftstellerin
- Gerit Kopietz (* 1963), Autorin
- Andreas Zaron (* 1965), Schauspieler, Sänger, Musicaldarsteller, Songwriter

### Weitere mit Möckmühl verbundene Personen
- Emil Ege (1833–1893), Landtagsabgeordneter, war Pächter des Schwärzerhofs
- Paul Brock (1900–1986), ostpreußischer Schriftsteller, lebte von 1945 bis 1953 in Möckmühl
- Yannick Mayer (* 1991), Radrennfahrer, lebt seit seiner Geburt im Weiler Ernstein nahe Züttlingen und besuchte das Gymnasium in Möckmühl
- Ermin Bičakčić (* 1990), Fußballspieler, wuchs in Möckmühl auf und begann bei der SpVgg Möckmühl mit dem Fußballspielen